# Oxypoda saturata
Oxypoda saturata är en skalbaggsart som beskrevs av Thomas Casey 1911. Oxypoda saturata ingår i släktet Oxypoda och familjen kortvingar. Inga underarter finns listade i Catalogue of Life.